# Светлый альбомъ
«Све́тлый альбо́мъ» — шестой студийный, полноформатный альбом российской пауэр-метал-группы Catharsis, интернет-релиз которого состоялся 14 ноября 2010 года на сайте Darkside.ru.
28 ноября 2010 года в Москве в клубе «Точка» состоялась презентация альбома, где продавалось лимитированное digibook-издание. В оформлении альбома участвовал молодой фотограф Павел Чистяков.

## Список композиций
1. A[O]Men
2. Иной (album version)
3. Триста Лет Полёта
4. Детям Вольного Ветра (album version)
5. Catharsis
6. Верный Ангел Мой
7. Вечный Странник
8. Мы Победим! (dark version)
9. Семь дорог
10. Выше кубки!
11. Спасибо, друзья!

## Персонал

### Catharsis
- Олег Жиляков — вокал, бэк-вокал
- Игорь Поляков — ритм-гитара, акустическая гитара
- Олег Mission — соло- и акустическая гитары, флейта, клавишные, бэк-вокал
- Julia Red — клавишные, бэк-вокал
- Александр Тимонин — бас-гитара

### Приглашённые музыканты
- Алексей Барзилович — ударные
- Владимир Лицов («Легион»)
- Александр Дронов («Валькирия», End Zone)

### Сведение и мастеринг
- Саша Паэт (нем. Sascha Paeth) — сведение
- Евгений Виноградов (Дай Рекордз) — мастеринг